# Teatro Lírico (Madrid)
El Teatro Lírico, desde diciembre de 1905 Gran Teatro, de Madrid fue un local de espectáculos situado en la calle del Marqués de la Ensenada de la capital de España, inaugurado en 1902 y desaparecido en 1920.

## Historia
Obra del arquitecto catalán José Grases Riera, su construcción, promovida por el empresario Luciano Berriatúa, concluyó en la primavera de 1902. El edificio, de una superficie de 2912 m², disponía de tres plantas: baja (con 500 butacas), entresuelo y principal.
El Teatro Lírico, por entonces conocido como «Gran Teatro», sufrió un incendio el 30 de enero de 1920. Tras el desastre la estructura se adaptó para convertirse en un edificio de viviendas, que posteriormente devino en las sedes del Ministerio de Trabajo, del Liceo Francés y, finalmente, del Consejo General del Poder Judicial.